# Château de Targé
Ne pas confondre avec le Château de Targé près de Châtellerault
Le château de Targé est un domaine viticole du Saumur-Champigny situé près de la Loire, sur la côte de Parnay.

## Historique
Le château de Targé est un ancien repaire de chasse, offert par Louis XIV à son secrétaire Phélypeaux de Pontchartrain. Ce dernier la donne en dot lors du mariage en 1655 de sa fille avec Joseph Gigault de Targé-Parnay.
Cette gentilhommière seigneuriale devient un château au XVIIIe siècle lorsque deux tours sont construites côté Loire, et prend sa forme actuelle à la fin du XIXe siècle, lorsque les deux dernières tours sont rajoutées côté coteaux. Il appartient à des personnalités politiques importantes au fil des siècles, telles que :
- Abel-François Villemain, écrivain et ministre ;
- Son gendre François Allain-Targé, député de Paris et ministre de Léon Gambetta ;
- Son gendre, Charles Ferry (frère de Jules Ferry), député et sénateur des Vosges ;
- Abel Ferry, fils de Charles et député mort pour la France ;
- Son gendre Edgard Pisani[1], ministre sous de Gaulle.

## Domaine viticole
Resté dans la même famille depuis 1655[réf. nécessaire], c'est de nos jours un domaine viticole réputé pour ses vins rouges à base de cabernet franc (appellation Saumur-Champigny), ses vins blancs à base de chenin blanc (Saumur), et ses vins effervescents qui profitent d'élevages longs en caves troglodytes.
En 2017, Édouard Pisani-Ferry laisse les rênes à son fils Paul Pisani-Ferry, pour la gestion du domaine s'étendant sur vingt-quatre hectares, le développement de la biodiversité et la transition en agriculture biologique.